# Варахиил

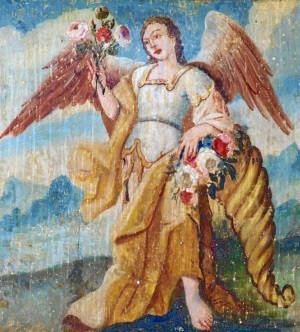
Архангел Варахиил

Арха́нгел Варахии́л (ивр. ברכיאל‎ — благословение Божие, греч. Βαραχιήλ) — в христианстве (преимущественно в православной традиции) архангел Божиих благословений — "«…через него посылается благословение Божие, благодать, на всякое дело, на всякое доброе житейское занятие».
Имя архангела известно из апокрифической Третьей книги Еноха (3 Енох 14; 17). Иконы и упоминания встречаются сравнительно редко. В иконографии XVIII—XIX веков Вараахиила с цветком в руке или «несущим на груди своей на одежде белые розы, как бы награждающим по повелению Божию за молитвы, труды и нравственное поведение людей и предвозвещающим блаженство и нескончаемый мир в Царствии Небесном».
Бронзовая фигура с цветами розы в левой руке работы скульптора Юрия Григорьевича Орехова, изображающая архангела Вараахиила, размещена на юго-западной стороне храма Христа Спасителя, на фасаде.
Память архангела Варахиила отмечается 8 (21) ноября.